# Relación del descubrimiento del río Apure hasta su ingreso en el Orinoco
Relación del descubrimiento del río Apure hasta su ingreso en el Orinoco, también conocido como Jornadas náuticas es un libro escrito por fray Jacinto de Carvajal en 1648, aunque su impresión no se llevó a cabo sino hasta 1892, en León.

## Estructura
La Relación se encuentra dividida en las siguientes jornadas:
- Jornada I: En la cual da principio el gobernador y capitán general a la visita de su Gobierno.
- Jornada II: Llegada a los Llanos y al Hato de Tomás Gómez de Pedrossa y encuentro con los indios guamoteyes.
- Jornada III: Sometimiento y paz con los indios guamoteyes.
- Jornada IV: Sometimiento y paz con los indios guamoteyes.
- Jornada V: Viaje de Miguel de Ochogavia de desde Mérida hasta Barinas.
- Jornada VII: Número de soldades y bajeles dispuestos para el descubrimiento de los río Apures y Orinoco.
- Jornada VIII: Llegada al río Santo Domingo.
- Jornada IX: Navegación del río Santo Domingo hasta el Apure.
- Jornada X: Hácese en la banda opuesta del Apure provisión de carnes saladas.
- Jornada XI: Primera navegación en el río Apure.
- Jornada XII: Segunda navegación. Hallazgo de maíz cariaco, guirnaldas, macanas y loza en la playa a que arribaron la tarde del primer día.
- Jornada XIII: Prosigue el descubrimiento del río Apure.
- Jornada XIV: Prosigue el descubrimiento del río Apure.
- Jornada XV: Diversas clases de aves que alegran las orillas del Apure y sus islas.
- Jornada XVI: Prosigue el descubrimiento del río Apure.
- Jornada XVII: Navegación del río Arauca.
- Jornada XVIII: Enfrentamiento con el cacique Tavacare
- Jornada XIX: Fiereza de los peces llamados caribes. Uso que de los dientes de estos peces hacen los indios.
- Jornada XX: Prosigue la navegación.
- Jornada XX: Llegada al Orinoco.
- Jornada XX: Arribo a la ciudad del Santísimo Sacramento de Guayana Catálogo de naciones indias de Guayana Catálogo de frutas.

## Legado
Los detalles de la exploración del Apure y el Orinoco se conocen gracias al manuscrito de Carvajal y que fue recuperado y publicado en el siglo XIX.
La narración de Carvajal es muy detallada y minuciosa, con amplios detalles descriptivos.
No solamente se narran los sucesos del grupo, sino que se describe con gran detalle la geografía; enumera y describe árboles, plantas silvestres o cultivadas: la ceiba, el jobo, la cañafístula, la damajuana, el menjú, el bálsamo, el ñame, el ají, el maíz cariaco, piña, merecure, merey; aporta abundante información zoológica, especialmente a lo que se refiere a peces y aves; incluye una larga lista de 105 naciones indígenas de esta región, que a mediados del siglo XVII eran prácticamente desconocidos por los españoles.

## Ediciones
El manuscrito original, de doscientos cincuenta y cinco folios, fue encontrado por el erudito Pascual de Gayangos en 1833, en el Archivo Municipal de León.
En 1892 se publica por primera vez, por iniciativa de la Diputación Provincial de León. Esta edición solo incluye la primera parte de la narración, pues la segunda se desconoce dónde se encuentra, si es que subsiste físicamente.